# Polianthes bicolor
Polianthes bicolor là một loài thực vật có hoa trong họ Măng tây. Loài này được E.Solano, Camacho & García-Mend. miêu tả khoa học đầu tiên năm 1998.